# Das lebende Rätsel
Das lebende Rätsel ist ein deutscher Science-Fiction-Stummfilm aus dem Jahr 1916 von Harry Piel.

## Handlung
Der reiche Olaf Peer leidet an notorischer Schlaflosigkeit. In seinem Keller hat er sich ein Panzergewölbe einbauen lassen, das ihm zugleich als Schlafzimmer dient. Um endlich schlafen zu können, nimmt er die Hilfe eines gewissen Dr. Castell in Anspruch, der eine Methode entwickelt hat, mittels Magnetismus Schlafgestörten endlich Nachtruhe zukommen zu lassen. Im Mai 1900 kommt es zu einem schweren Brand, bei dem das Haus komplett zerstört wird. Seitdem gilt Olaf Peer als verschwunden.
Genau einhundert Jahre später. Professor Mikett will exakt an der Stelle, an dem einst Peers Haus stand, ein Laboratorium errichten. Bei den Bauarbeiten entdecken die Arbeiter das verschüttete Panzergewölbe, in denen Peer wie im Tiefschlaf liegt. Der Professor schafft es, Peer wieder unter die Lebenden zu bringen. Dieser ist mehr als erstaunt, welche Fortschritte die Welt in den vergangenen 100 Jahren gemacht hat. Peer verliebt sich in Melya, die Tochter des Professors. Dies ruft die Eifersucht von Prof. Miketts Assistenten, Maston, hervor, der Olaf Peer mit den vom Professor entwickelten sog. Marsstrahlen umbringt.

## Produktionsnotizen
Der vieraktige Film, eine Münchner Produktion mit einer Länge von 1129 Metern, passierte im Juli 1916 die Filmzensur und erhielt Jugendverbot. Die Uraufführung erfolgte wohl noch im selben Jahr, in Österreich-Ungarn war die Premiere von Das lebende Rätsel im Rahmen einer sog. Separatvorführung am 29. September 1916. Dort war der Film rund 1400 Meter lang, das entspricht etwa 68 Minuten.

## Kritik
In Paimann’s Filmlisten ist zu lesen: „Stoff mysteriös. Photos sehr gut, Spiele und Szenerie prima.“